# Mariánský hřbitov v Turnově
Mariánský hřbitov v Turnově je hlavní městský hřbitov v centru Turnova, původně postavený při novogotickém Kostele Narození Panny Marie.

## Historie

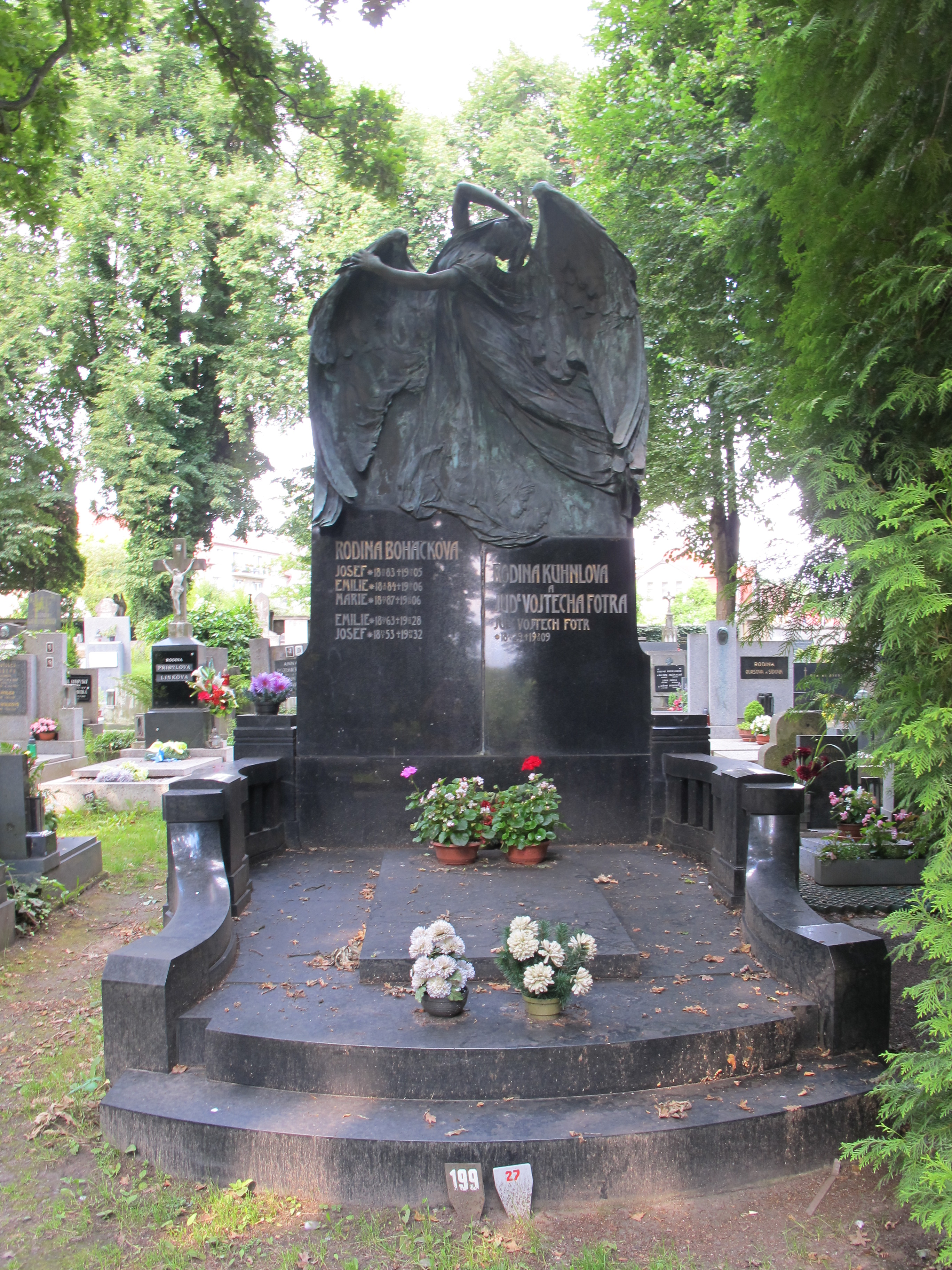
Hrobka rodiny Boháčkovy a Fotrovy

Hřbitov vznikl okolo původního dřevěného kostelíka a pozdějšího kláštera už v polovině 13. století, kotel byl několikrát přestavován, svou neogotickou podobu dostal při úpravách v letech 1825 až 1853. Výstavba začala podle projektu vídeňského architekta Martina Hausknechta, stavbu později dokončili Karl Schramm a Bernard Grueber. Pohřebiště od svého počátku jako hlavní městský hřbitov, za dobu své existence byl několikrát rozšiřován. Židé z Turnova a okolí byli pohřbíváni na místním židovském hřbitově.
Ve druhé polovině 20. století byla v jižní části hřbitova postavena budova sloužící jako sídlo městské pohřební služby. V Turnově se nenachází krematorium, ostatky zemřelých jsou zpopelňovány povětšinou v krematoriu v Semilech.

## Osobnosti pohřbené na tomto hřbitově
- Josef Boháček (1853–1932) – továrník a mecenáš, spolumajitel firmy Fotr, Boháček a spol.
- Jan Čermák (1802–1880) – turnovský kanovník
- Václav Fortunát Durych (1735–1802) – kněz a slavista
- JUDr. Vojtěch Fotr (1829–1909) – advokát, spolumajitel firmy Fotr, Boháček a spol.
- Pavel Glos (1903–1985) – duchovní Jednoty bratrské, včelař, protinacistický odbojář
- Abigail Horáková (1872-1926) - herečka a dramatička
- Jan Nepomuk Jiřiště (1974–2013) – turnovský rodák, děkan katedrální kapituly v Litoměřicích
- Hugo Kepka (1889–1912) – předčasně zesnulý sociálně smýšlející žurnalista
- Karel Kinský (1901–1969) – malíř a grafik
- František Petr Krejčí (1796–1870) – turnovský rodák, pomocný biskup pražský
- František Antonín Meissner
- Jindřich Metelka (1854–1921) – politik a kartograf
- Karel Svoboda-Škréta (1886–1932) – malíř
- Ladislav Vele (1906–1953) – grafik a ilustrátor
- Antonín Vlk (1875–1944) – politik a senátor